# 中佐都站
中佐都站（日语：／ Nakasato eki */?）是位於長野縣佐久市長土呂，東日本旅客鐵道（JR東日本）的小海線車站。

## 歷史
- 1915年（大正4年）8月8日：佐久鐵道 小諸站至中込站之間開通，此站啟用。當時名為中佐都停留所[1][2]。為旅客車站。
- 1934年（昭和9年）9月1日：佐久鐵道被國有化，成為國鐵車站。成為中佐都站[3]。
- 1987年（昭和62年）4月1日：伴隨國鐵分割民營化，車站由東日本旅客鐵道（JR東日本）營運[4][5]

## 車站構造
車站是一座地面車站，設有1面1線單式月台。此站沒有車站大樓，在月台上設有候車室。
此站是無人車站。

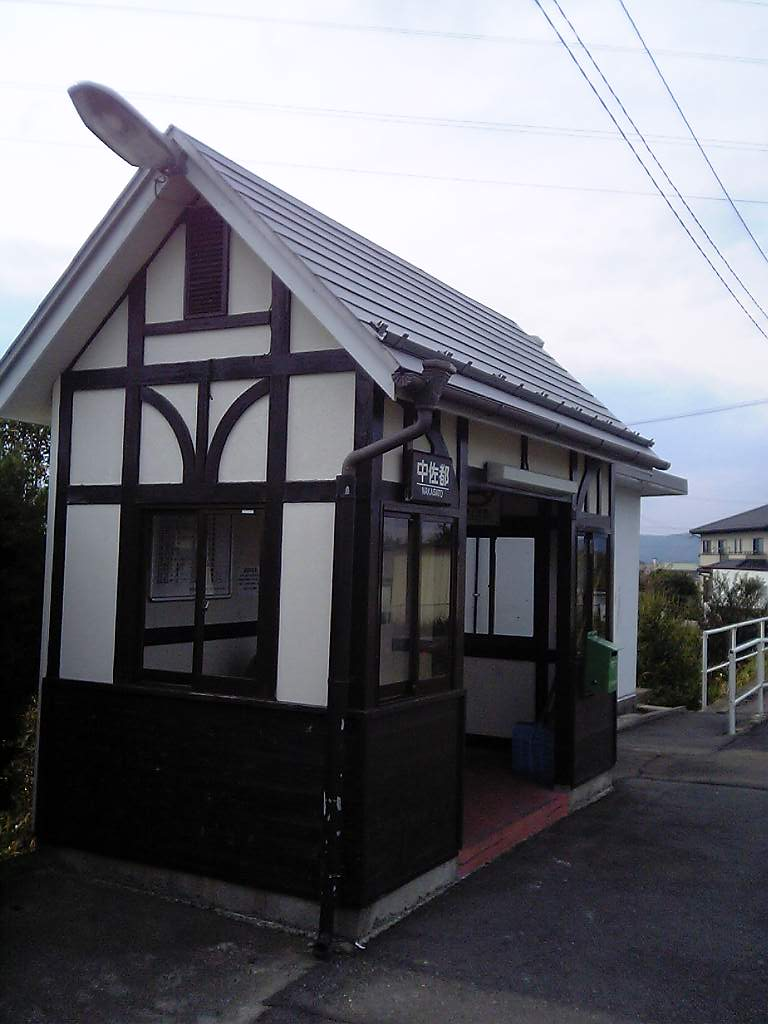
候車室（2009年10月17日）

## 使用狀況
根據「長野縣統計書」，以下為1日平均乘車人次：
- 2007年度 - 67人[1]
- 2009年度 - 57人[1]
- 2010年度 - 56人
- 2011年度 - 57人

## 車站周邊
車站周邊是廣寬田園。
- 國道141號（日语：国道141号）

## 相鄰車站
東日本旅客鐵道（JR東日本）
■小海線
佐久平－中佐都－美里

## 注腳
1. 1 2 3 4 5 6 7 8 9 10 11 12 13  信濃毎日新聞社出版部. . 信濃毎日新聞社. 2011-07-24: 137. ISBN 9784784071647 （日语）.
2. ↑  「軽便鉄道運輸開始」『官報』1915年8月19日（國立國會圖書館數碼化收藏）
3. ↑  「鉄道省告示第395・396号」『官報』1934年8月25日（國立國會圖書館數碼化收藏）
4. ↑  曾根悟（監修）. 朝日新聞出版分冊百科編集部（編集） , 编. . 週刊朝日百科. 3号 飯田線・身延線・小海線. 朝日新聞出版. 2009-07-26: 27 （日语）.
5. ↑  《交通年鑑 昭和63年版》交通協力會，1988年3月。
6. 1 2  . 週刊朝日百科. 12号 大宮駅・野辺山駅・川原湯温泉駅ほか92駅. 朝日新聞出版. 2012-10-28: 27 （日语）.

## 外部連結
- 車站資訊（中佐都）：東日本旅客鐵道（日語）